# Lenguas yawanas
Las lenguas yawanas o lenguas papúes de Yapen son una pequeña familia lingüística de lenguas papúes formada por dos lenguas estrechamente relacionadas, el yawa (yava) y el saweru, que frecuentemente se han considerado dialectos divergentes de la misma lengua (que algunos consideran una lengua aislada). Se hablan en la parte central de la isla Yapen e islotes cercanos, de la bahía Cenderawasih, Papúa indonesia, territorio que comparten en parte con las lenguas austronesias de Yapen.
El idioma yawa propiamene dicho tenía unos 6000 hablantes de 1987. Del saweru que había informado que era parcialmente inteligible con algunos dialectos del yawa, aunque parece que es demasiado divergente para una inteligibilidad completa y es considerado por algunos como una lengua diferente, actualmente es una lengua amenazada, hablada por solo 150 miembros de un grupo étnico de 300.

## Clasificación
C. L. Voorhoeve tentativamente relacionó el yawano con las lenguas de la bahía Geelvink oriental. Sin embargo, la relación sería lejana en el mejor de los casos, y Mark Donohue (2001) consideró que el yawano había sido convincentemente emparentado con ninguna otra lengua (fuera del saweru). Más recientemente Malcolm Ross (2005) propuso una macrofamilia papú occidental (Extended West Papuan) que incluía al yawano como rama independiente. Las similitudes en los pronombres son más notorias cuando se compaa el proto-yawano con el idioma meax de la familia Doberai-Sentani:
|              | yo    | tú    | él    | vosotros |
| ------------ | ----- | ----- | ----- | -------- |
| Proto-yawano | *rei  | *uein | *wepi | *waya    |
| Meax         | didif | bua   | ofa   | iwa      |
d~r, b~w, we~o, p~f son correspondencias fonéticas frecuentes. Ethnologue (2009, 2013) lleva esta propuesta y considera el yawano como parte del lenguas papúes occidentales (propiamente dichas) sin añadir una explicación.

## Comparación léxica
Los numerales comparados de proto-yapénico (austronesio) y el yawano (papú) es:
| GLOSA | PROTO-YAPEN (austronesio) | Yawa (papú)  |
| ----- | ------------------------- | ------------ |
| '1'   | *man-siri                 | intabo       |
| '2'   | *man-ru                   | jirum        |
| '3'   | *man-toru                 | man-deij     |
| '4'   | *man-at                   | mam-bisy     |
| '5'   | *-rim                     | radani       |
| '6'   | *wonam/ *5+1              | kau-jen-tabo |
| '7'   | *-itu/ *5+2               | kau-jiru     |
| '8'   | *waru/ *5+3               | kau-man-deij |
| '9'   | *-siu/ *5+4               | kau-mam-bisy |
| '10'  | *saɸura                   | abusyin      |
Se aprecia que el sufijo clasificador man- que aparece en las lenguas austronesias de Yapen es un préstamo del yawa. También la tendencia, poco frecuente en austronesio de construir los números por encima de cinco como combinación (5+1, 5+2, 5+3, ...)